# Brzegi (rejon pustomycki)
Brzegi (ukr. Береги) – wieś na Ukrainie w rejonie lwowskim (do 2020 w rejonie pustomyckim) obwodu lwowskiego.